# Olympische Jugend-Sommerspiele 2014/Teilnehmer (Australien)
| Gelbes Symbol für Goldmedaillen mit stilisierten Olympischen Ringen | Graues Symbol für Silbermedaillen mit stilisierten Olympischen Ringen | Braundes Symbol für Bronzemedaillen mit stilisierten Olympischen Ringen |
| ------------------------------------------------------------------- | --------------------------------------------------------------------- | ----------------------------------------------------------------------- |
| 4                                                                   | 3                                                                     | 14                                                                      |

Die Jugend-Olympiamannschaft aus Australien für die II. Olympischen Jugend-Sommerspiele vom 16. bis 28. August 2014 in Nanjing (Volksrepublik China) bestand aus 89 Athleten.

## Athleten nach Sportarten

### Badminton
| Mädchen - Joy Lai | Jungen - Daniel Guda |

### Beachvolleyball
Mädchen
- Phoebe Bell
- Britt Kendall

### Bogenschießen
| Mädchen - Jessica Sutton | Jungen - Nicholas Turner |

### Boxen
| Mädchen - Caitlin Parker Bronze Klasse bis 75 kg | Jungen - Satali Tevi-Fuimaono |

### Fechten
Jungen
- Edward Fitzgerald

### Gewichtheben
| Mädchen - Kiana Elliott | Jungen - Aydan McMahon |

### Golf
| Mädchen - Elisabeth Elmassian | Jungen - Brett Coletta |

### Hockey
Jungen
- Gold
- Matthew Bird
- Jonathan Bretherton
- Max Hendry
- Tom Howard
- Max Hughes
- Alec Rasmussen
- Nathanael Stewart
- Mackenzie Warne
- Corey Weyer

### Judo
| Mädchen - Naomi de Bruine Bronze Mixed (im Team Xian) | Jungen - Bryan Jolly |

### Kanu
Jungen
- Angus Thompson

### Leichtathletik
| Mädchen - Emily Augustine - Tay-Leiha Clark Silber Dreisprung - Rosie-May Davidson - Samantha Geddes Bronze 100 m Bronze 8 × 100 m Staffel (im Team 017) - Alex Hulley Silber Hammerwurf - Rachel Pace Silber 8 × 100 m Staffel (im Team 038) - Grace Robinson - Nicole Robinson - Alina Tape - Jessica Thornton Gold 400 m | Jungen - Nicholas Andrews - Declan Carruthers - Jordan Csabi - Shemaiah James Bronze Hochsprung - Michael Mullett - Ryan Patterson - Matthew Rees - Joseph Muller - Ned Weatherley Silber 8 × 100 m Staffel (im Team 038) - Trae Williams Bronze 100 m Gold 8 × 100 m Staffel (im Team 034) |

### Moderner Fünfkampf
| Mädchen - Marina Carrier | Jungen - Max Esposito |

### Reiten
- Jake Hunter
Bronze  Springen Einzel

### Ringen
Jungen
- Ben Pratt

### Rudern
| Mädchen - Miller Ferris - Tyler Ferris | Jungen - Thomas Schramko |

### Rugby
Mädchen
- Gold
- Brooke Anderson
- Marioulla Belessis
- Shenae Ciesiolka
- Dominique du Toit
- Kellie-Marie Gibson
- Raecene McGregor
- Caitlin Morgan
- Tiana Penitani
- Amber Pilley
- Mackenzie Sadler
- Tayla Stanford
- Laura Waldie

### Schießen
| Mädchen - Elise Downing - Monika Woodhouse | Jungen - Daniel Clopatofsky - Christopher Summerell |

### Schwimmen
| Mädchen - Bronze 4 × 100 m Freistil Bronze 4 × 100 m Lagen - Ella Bond - Amy Forrester Bronze 4 × 100 m Lagen Mixed - Ami Matsuo Silber 50 m Freistil Bronze 4 × 100 m Freistil Mixed - Brianna Throssell Bronze 200 m Freistil Bronze 100 m Schmetterling Bronze 200 m Schmetterling Bronze 4 × 100 m Freistil Mixed Bronze 4 × 100 m Lagen Mixed | Jungen - Bronze 4 × 100 m Lagen - Grayson Bell Bronze 4 × 100 m Lagen Mixed - Nicholas Brown Bronze 100 m Schmetterling Bronze 4 × 100 m Freistil Mixed - Kyle Chalmers Bronze 4 × 100 m Freistil Mixed Bronze 4 × 100 m Lagen Mixed - Nic Groenewald |

### Segeln
| Mädchen - Elyse Ainsworth | Jungen - Tom Cunich |

### Tennis
| Mädchen - Naiktha Bains - Priscilla Hon | Jungen - Harry Bourchier - Marc Polmans |

### Tischtennis
| Mädchen - Vy Bui | Jungen - Dominic Huang |

### Triathlon
| Mädchen - Brittany Dutton Gold Einzel Bronze Mixed-Staffel (im Team Ozeanien 1) | Jungen - Jack van Stekelenburg Bronze Mixed-Staffel (im Team Ozeanien 1) |

### Turnen
| Mädchen - Abbie Watts (Trampolin) - Tara Wilkie (Rhythmische Sportgymnastik) | Jungen - Clay Stephens (Geräteturnen) |